# Ade Darmawan
Ade Darmawan (* 1974 in Jakarta) ist ein indonesischer Künstler und Ausstellungskurator. Er ist Mitgründer und Sprecher der Künstlerinitiative ruangrupa. Mit ihr leitete er die Documenta 15 in Kassel.

## Leben
Darmawan studierte von 1992 bis 1997 am Art Institute of Indonesia (I.S.I), Graphic Art Department, Yogyakarta, sowie von 1998 bis 2000 an der Rijksakademie van beeldende kunsten in Amsterdam.
2000 gründete er mit fünf Künstlerkollegen in Jakarta die ruangrupa. Diese Künstlerinitiative untersuchte die soziokulturellen Beziehungen der bildenden Kunst, insbesondere in ihrem städtischen Umfeld. Von 2006 bis 2009 war er Mitglied des Jakarta Arts Council. 2009 wurde er künstlerischer Leiter der Jakarta Biennale XIII-ARENA und 2013 Geschäftsführer der Jakarta Biennale.

## Werk
Seine künstlerische Praxis drückt sich in Installationen, Objekten, Digitaldrucken, Videos und Kunstpublikationen aus. Viele seiner jüngsten Arbeiten umfassen gebrauchte oder gefundene Objekte, die er auf Märkten und Secondhand-Läden bezieht. Dabei ist er vor allem an der neueren Geschichte seines Landes und der Durchdringung des Alltagslebens durch den „totalen“ Kapitalismus interessiert. „Seine Kritik und Selbstkritik richtet sich gegen den global geschürten Konsumrausch, der das Potential zur Explosion und Gewalt schon in sich trägt“.
2015 zeigte die Frankfurter Kunsthalle Neuen Portikus unter dem Titel „Magic Centre“ die erste institutionelle Einzelausstellung. Darmawan stellte das gleichnamige, in den 1960er Jahren aktive Verlagshaus aus Indonesien in den Mittelpunkt seiner Schau, bei der er an den Wänden großformatige Banner und die Cover von verschiedenen Magic-Centre-Publikationen zeigte und im Raum verteilte Vitrinen um einen Kronleuchter gruppierte: „…Publikationen, die zur Verbesserung der eigenen intellektuellen Fähigkeiten dienen sollten. Selbstoptimierung, die Beeinflussung Anderer, Charakterbildung, die Kunst des Geschäftemachens sowie ein erfolgreiches Leben waren Themen der Druckerzeugnisse.“
In seinem Beitrag Singapore Human Resources Institute zur Singapore Biennale 2016, einer großräumigen Installation mit Gemälden, Drucken, Fotografien, Fundobjekten und Möbeln zeigte er sein Interesse an der Geschichte des Kapitalismus und seiner Beziehung zum zeitgenössischen Leben. „Die Installation konzentriert sich darauf, wie Singapur die Fähigkeiten und das Wissen seiner Menschen im Kontext der Geschichte des Kapitalismus in der Region aufbaute, insbesondere in den 1960er Jahren, als die südostasiatischen Länder tiefgreifende sozio-politische Veränderungen erlebten“.
Er nahm 2002 an der Gwangju Biennale, 2005 an der Istanbul Biennale und 2012 an der Asia Pacific Triennial of Contemporary Art in Brisbane teil. 2016 kuratierte er mit dem Kollektiv ruangrupa die Ausstellung Sonsbeek 16 in Arnhem.
Darmawan lebt und arbeitet in Jakarta.